# Flugunfall der Korean Air Lines bei Sokcho
Der  Flugunfall der Korean Air Lines bei Sokcho ereignete sich am 23. Januar 1971. An diesem Tag wurde eine auf einem Inlandslinienflug von Gangneung nach Seoul befindliche Fokker F-27 Friendship 500 der Korean Air Lines von einem mit Handgranaten bewaffneten Mann entführt, welcher versuchte, die Flugbesatzung dazu zu zwingen, nach Nordkorea zu fliegen. Als die Piloten versuchten, die Maschine auf einem Strand bei Sokcho zu landen, zündete der Entführer die Handgranaten, durch deren Explosion er und der Erste Offizier getötet wurden. Dem Flugkapitän gelang eine Bruchlandung auf dem Strand, bei der 16 Insassen verletzt wurden.

## Maschine
Bei der betroffenen Maschine handelte es sich um eine F-27 aus niederländischer Produktion. Die Maschine wurde 1969 gebaut und trug die Werknummer 10428. Die Maschine wurde mit dem Luftfahrzeugkennzeichen PH-FPC auf den Hersteller zugelassen und absolvierte am 30. Dezember 1969 ihren Erstflug. Sie sollte zunächst mit dem Kennzeichen HL5208 an die Korean Air Lines ausgeliefert werden, das Kennzeichen wurde jedoch vor der Übergabe in HL5212 geändert. Am 23. Januar 1970 übernahm die Korean Air Lines die Maschine. Das zweimotorige Kurzstreckenflugzeug war mit zwei Turboprop-Triebwerken des Typs Rolls-Royce Dart 532-7 ausgestattet. Bis zum Zeitpunkt des Unfalls hatte die Maschine 2.302 Flugstunden bei 3.172 Starts und Landungen absolviert.

## Insassen
Den Regionalflug von Gangneung nach Seoul hatten 55 Passagiere angetreten. Es befand sich eine fünfköpfige Besatzung an Bord.

## Hergang
Kurz nach dem Start der Maschine in Gangneung betrat ein mit Handgranaten bewaffneter Mann das Cockpit der Fokker und verlangte von den Piloten, nach Nordkorea zu fliegen. Während die Maschine in Richtung der nordkoreanischen Grenze flog, reduzierten die Piloten die Flughöhe in der Absicht, entgegen der Forderungen des Entführers auf einem Strand in Südkorea zu landen. Als der Entführer dies bemerkte, entsicherte er eine Handgranate, die im Cockpit explodierte, wodurch er und der Erste Offizier getötet wurden. Dem verletzten Flugkapitän gelang eine Bruchlandung auf dem Strand, bei der die Maschine zerstört wurde und 16 Insassen verletzt wurden. Die übrigen 42 Insassen überstanden den Zwischenfall unverletzt.